# 史密斯威森M586左輪手槍
史密斯威森M586（英語：Smith & Wesson Model 586）是一款由美国槍械公司史密斯&威森所研製及生產的6或7發式烤藍钢“L型底把”雙動操作式左輪手槍，最早於1980年開始生產，並在1990年代後期停止生產，發射.357 S&W馬格南或火力相對較弱的.38 S&W特種彈這二種子彈。
它在本質上是與S&W M686相同的武器，但M586具有烤藍鋼結構，而M686則具有不銹鋼結構。另外，由於M586的定位是更為針對執法機關市場，因此大多數型號有著比M686較為縮短的槍管。它具有21⁄2、3、4、6和83⁄8英吋多種槍管長度和可調節式機械瞄具。

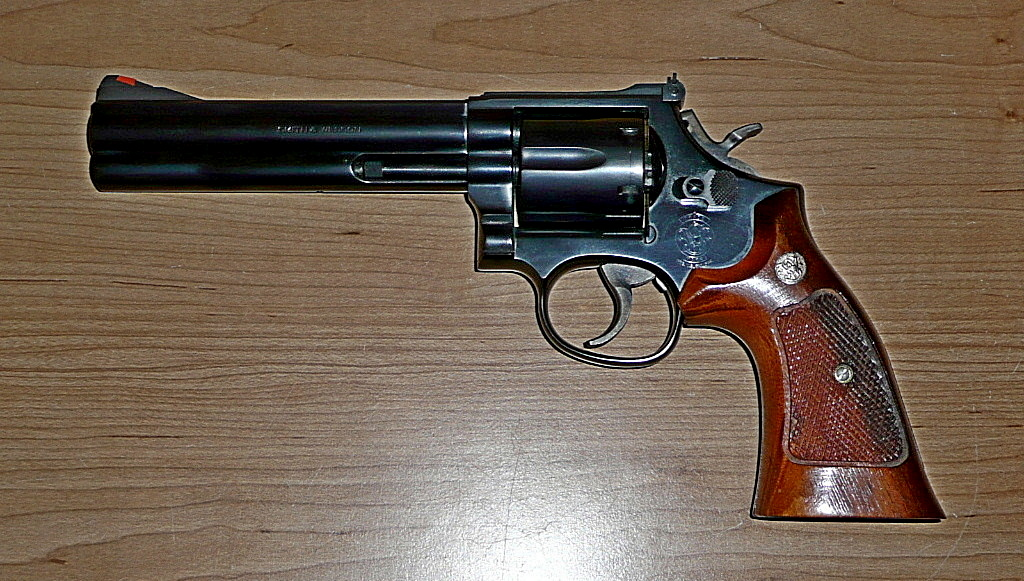
6英吋槍管的史密斯威森586-1

## 概述
史密斯威森M586能夠裝填及發射.38 S&W特種彈，這是因為.357 S&W馬格南是從前者所研發出來的彈種。馬格南的彈殼略為延長（0.1英吋），以防止馬格南子彈被只能裝填及發射.38 S&W特種彈的手槍用以射擊。史密斯威森M586配備了21⁄2英吋（63.5毫米）、3英吋（76.2毫米）、4英吋（101.6毫米）、6英吋（152.4毫米）和83⁄8英吋（212.725毫米）多種槍管長度為其標準型號，用戶還分別可以通過聯繫史密斯威森性能中心的特別訂單或是通過槍匠建造及收購進行其他槍管長度版本的個人化定製。
M586使用史密斯威森的L型（中至大型）左輪手槍底把，並具有K型底把尺寸的握把以配合到其直径更大的弹巢。在1980年代期間，史密斯威森研發了一條L型底把的.357馬格南產品線：M581、M586、M681和M686。M581具有固定缺口式照門，而586則使用瞄準風格的可調節式照門。這些手槍在執法機關和運動射擊市場以上都產生了重大影響。1980年推出M586以後，1988年將M581停產。
據吉姆·舒皮察和理查德·納哈斯在《史密斯&威森的賬面標準目錄；第3版》（槍文摘書，蘿拉WI。2006）的描述：
K型底把的.357馬格南左輪手槍因用作警用左輪手槍而變得非常流行。但是有些人認為，廣泛地用以射擊的全威力.357彈藥在底把相對地較輕的槍械上發射對槍和射手而言都會有所磨損。這使得.357口徑似乎有一個需求，既要如K型底把般可以輕易處理，也能給予如N型底把的分量和耐用性。因而推出的L型底把就是這種尺寸上的折衷，由羅伊·吉克斯（官方史密斯威森公司的歷史學家）所設計輸入，並迅速在執法機關和狩獵的市場上確立了自己。L型底把也普遍的採用了全尺寸型槍管底部凸桿，這樣一來便增加了該槍能吸收後座力的重量。
M586製有烤藍和鍍光亮镍表面處理。而且其存在著的不鏽鋼版本被命名為M686。此外還提供其它衍生型，例如裝彈7發的M686+。在1990年後期，史密斯威森停止生產所有（除了一些少數的）烤藍左輪手槍的型號，因此M686及其衍生型為目前仍然正在生產的型號。2012年，史密斯威森重新生產4英吋（101.6毫米）與6英吋（152.4毫米）槍管長度為的M586作為其經典型左輪手槍產品線的一部分。M586-8型採用了重新設計和改進過的工字型弔桿。

## 衍生型

### 史密斯威森M586衍生型
- 586，1981年推出。
- 586-1，1986年，半徑螺柱改進包，一面為浮動式。
- 586-2，1987年，更改擊錘鼻和相關部件。
- 586-M，1987年，由史密斯威森發出產品警告，M高於標示的原廠型號（僅對於586和586-1）
- 586-3，1988年，新型工字型弔桿保持系統。1992年取消83⁄8英吋（212.725毫米）槍管長度和四段式前準星；同年，取消鍍光亮镍表面處理。
- 586-4，1994年，鑽頭和絲錐底把，合成握把，更改照門和抽殼鈎（英语：Extractor (firearms)）。1995年取消方型底板。 1997年取消83⁄8英吋（212.725毫米）槍管長度，改為金屬粉末注射成型（MIM）的工藝生產的拇指控件。
- 586-5，1998年，改變底把設計以消除彈巢阻螺柱。改為金屬粉末注射成型擊錘與浮動擊針；改為金屬粉末注射成型扳機。更改內部砌件。
- 586-7，2006年限量版。只有7發的衍生型。
- 586-8，2012在史密斯威森經典陣容重新推出。只有6發的衍生型。

### 史密斯威森M686衍生型
史密斯威森M686是1980年後期推出的L型底把左輪手槍的不銹鋼版本。
- M686無後序號碼，最初推出的型號。
- M686-1，1986年推出，半徑螺柱改進包，一面為浮動式。
- M686-2，1987年推出，更改擊錘鼻、襯套和相關部件。
- M686-3，1988年推出，新型工字型弔桿保持系統。
- M686-4，1993年推出，鑽頭和絲錐底把，霍格（英語：Hogue）公司生產的握把，更改照門片和抽殼鈎（英语：Extractor (firearms)）。
- M686-5，1997年推出，改變底把設計以消除彈巢阻螺柱；同時消除鋸齒狀柄腳。改為金屬粉末注射成型擊錘與浮動擊針；改為金屬粉末注射成型扳機。更改內部砌件。
- M686-6，2001年推出，內部鎖定。

## 召回
1987年，M586推出七年以後，有報告指1987年8月以前生產的L型底把左輪手槍使用某些類型的標準.357 S&W馬格南彈藥以後會出現弹巢融合。史密斯威森隨即發出產品警告，並且授權一個免費的升級，對所有586、586-1、686、686-1、686 CS-1左輪手槍作出修改。

## 流行文化
史密斯威森M586系列登場於多部电影、电視、电脑游戏和動画裡，例如：

### 電影
- 2006年—：由戴著面具的蒙面強盜用於搶劫雜貨店。
- 2014年—：型號為6英吋槍管型，由前刑警藤島昭和（役所廣司飾演）所使用。
- 2015年—《復仇者聯盟2：奧創紀元》：型號為2.5英吋短槍管型（英语：Snubnosed revolver），由首爾地方警察廳警員所使用。

### 電視劇
- 1999年—：2000年2月13日第二季第5集（播出順序為第18集）「大女孩不要哭」（Big Girls Don't Cry），型號為4英吋槍管型，由富里奧·瓊塔（Furio Giunta，費德里科·卡斯特盧喬飾演）所使用。
- 2005年—：2011年2月11日第六季第13集（播出順序為第117集）「不可饒恕」（Unforgiven），型號為4英吋槍管型，由阿特金斯副警長（Sheriff's Deputy Atkins，威廉·沃恩飾演）所使用。
- 2010年—：2010年6月8日第一季第13集「子彈威樂」（Bulletville），型號為4英吋槍管型，由博·克勞德（Bo Crowder，MC蓋尼飾演）所使用，其後也由阿羅·吉文斯（Arlo Givens，雷蒙德·約翰·巴里飾演）和博伊德·克羅德（Boyd Crowder，沃爾頓·戈金斯飾演）所使用。
- 2013年—：2015年4月23日第二季第19集（播出順序為第41集）「萊昂納德·卡爾（第62號）」（Leonard Caul (No. 62)），型號為6英吋槍管型，由凱特·卡普蘭（Kate Kaplan，蘇珊·布洛馬特飾演）用作佩槍（英语：Side arm）。
- 2014年—：2015年8月23日第二季第11集（播出順序為第21集）「女武神」（Valkyrie），型號為4英吋槍管型，由瓦爾（Val，塔尼亞·雷蒙德飾演）所使用。

### 電子遊戲
- 2015年—：型號為6英吋槍管型，命名為「LFP586」，由國家憲兵干預組幹員以及摩洛哥籍特勤幹員Kaid所使用，是持有者最多的枪械之一。
- 2016年—：型號為短槍管型，命名為「豺」。

### 動畫
- 2004年—《巖窟王》：型號為4英吋槍管型，由喬凡尼·貝爾圖喬（Giovanni Bertuccio ，CV：石井康嗣）所使用。

## 資料來源
1. 1 2 3  Standard Catalog of Smith & Wesson; 3rd Edition, Jim Supica and Richard Nahas, Gun Digest Books, Iola WI. 2006
2. ↑  Product Warning （页面存档备份，存于）, Popular Mechanics, January 1988, p. 11.

- （英文）—Manfacturer: Smith & Wesson （页面存档备份，存于）—
  - Model 586 4 Inch Barrel
  - Model 586 6 Inch Barrel
  - Model 586 L-Comp （页面存档备份，存于）

## 外部連結
- （英文）—American Rifleman—Smith & Wesson 75th Anniversary .357 Mag. （页面存档备份，存于）
- （英文）—Modern Firearms—Smith & Wesson L-frame revolvers
- （英文）—The Firearm Blog.com—
  - S&W Model 586 Classic Distinguished Combat Magnum Revolver （页面存档备份，存于）
  - The Tower of London’s Golden Guns （页面存档备份，存于）
- （英文）—Guns & Ammo.com—Introducing the Smith & Wesson Classic Model 586 （页面存档备份，存于）
- （英文）—Shooting Times.com—Rising Phoenix: Smith & Wesson Model 586 Review （页面存档备份，存于）
- （英文）—Personal Defense World.com—Smith & Wesson Model 586 .357 Mag （页面存档备份，存于）